# EXIT TUNES PRESENTS Megurhythm feat.巡音ルカ
『EXIT TUNES PRESENTS Megurhythm feat.巡音ルカ』（エグジット・チューンズ・プレゼンツ メグリズム フィーチャリング・めぐりねルカ）は、2012年7月18日に発売された、音声合成ソフトVOCALOIDをボーカルに用いた楽曲のコンピレーション・アルバム。発売元はEXIT TUNES、販売元はポニーキャニオン。

## 概要
動画共有サイトで巡音ルカのVOCALOIDソフトウェアを用いて制作し発表されたボーカル曲の中から、厳選された人気曲、書き下ろし曲15曲とボーナストラック2曲を再マスタリング・高音質化し収録している。
ジャケットイラストはぎたが担当した。

## 収録曲
1. Just Be Friends
  - Dixie Flatline feat.巡音ルカ（作曲・作詞：Dixie Flatline）
2. ダブルラリアット
  - アゴアニキ feat.巡音ルカ（作曲・作詞：アゴアニキ）
3. 星屑ユートピア
  - otetsu × 164 × 蝶々P feat.巡音ルカ（作曲・作詞：otetsu）
  - 本アルバムのためにギターを164が、ピアノを蝶々Pが演奏したリファインバージョン。
4. トエト
  - トラボルタ feat.巡音ルカ（作曲・作詞：トラボルタ）
5. Shutdown
  - ゆよゆっぺ feat.巡音ルカ（作曲・作詞：ゆよゆっぺ）
  - 本アルバムのために書き下ろされた楽曲。
6. No Logic
  - ジミーサムP feat.巡音ルカ（作曲・作詞：ジミーサムP）
7. 巡姫舞踊曲
  - No.D feat.巡音ルカ（作曲・作詞：No.D）
8. Japanese Ninja No.1
  - デッドボールP feat.巡音ルカ（作曲・作詞：デッドボールP）
  - 自身のアルバム「THE VERY BEST OF デッドボールP loves 初音ミク」にも収録されている。
9. インタビュア
  - クワガタP feat.巡音ルカ（作曲・作詞：クワガタP）
10. からくりピエロ
  - ギガP×40mP feat.巡音ルカ（作曲・作詞：40mP 編曲：ギガP）
  - 原曲は初音ミクが歌唱している楽曲（アルバム『小さな自分と大きな世界』に収録。）だが、ギガPとのコラボによるカバーバージョンを収録。
11. solitude
  - pinelotus(向日葵 紅蓮×紅松弥知) feat.巡音ルカ（作曲・作詞：バベルP 編曲：紅松弥知）
12. Blackjack
  - ゆちゃP feat.巡音ルカ（作曲・作詞：ゆちゃP）
13. ぽっぴっぽー【大型店】
  - ラマーズP feat. 巡音ルカ（作曲・作詞：ラマーズP）
  - 野菜ジュースの歌。オリジナル版は初音ミクが歌唱している楽曲である。
14. 円尾坂の仕立屋
  - mothy_悪ノP feat. 巡音ルカ（作曲・作詞：mothy）
  - mothyのアルバム「悪ノ王国 〜Evils Kingdom〜」にも収録されている。
15. 天ノ弱 (English ver.)
  - 164 feat.巡音ルカ（作曲・作詞・英訳詞：164）
  - オリジナル版はGUMIが歌唱している楽曲を、本アルバム向けに英訳したバージョンを書き下ろした。
16. DystopiA
  - 無力P feat.巡音ルカ（作曲・作詞：無力P）
  - 本アルバムのために書き下ろされた楽曲。
17. DYE
  - AVTechNO! feat.巡音ルカ（作曲・作詞：AVTechNO!）
18. 君の音が
  - KEI[注釈 1] feat.巡音ルカ（作曲・作詞：KEI）
  - 本アルバムのために書き下ろされた楽曲。